# PestiSrácok.hu
A PestiSrácok.hu (röviden PS) magyarországi internetes közéleti hírportál, amely a témáit főként politikai, rendőrségi, közéleti  területekről meríti. A portál konzervatívnak és szellemiségében kereszténynek mondja magát. Kormányzati (fideszes) propagandaként jellemzik, amelyet az Orbán-kormány jelentős támogatásban részesít. Az egyik legtöbb sajtópert vesztett médium.

## Története
A PestiSrácok.hu a GerillaPresS Lapkiadó és Médiatanácsadó Kft. fenntartásában indult meg 2013-ban, budapesti (pesterzsébeti) székhellyel. A Nemzeti Média- és Hírközlési Hatóság a CE-51802-2/2013 számon vette nyilvántartásba. Felelős kiadói Huth Gergely és Szenvedi Zoltán voltak, lapigazgatója Stefka István volt. A PestiSrácok.hu blogterébe tartoznak még a Nullahategy.hu, a Tutiblog.com és AzÖreg.hu weboldalak is. 2016 januárjától az Insider Media Lapkiadó Kft. adta ki, amelyben a Gerilla PresS Kft. 60 százalékos részesedéssel bírt.

### Főszerkesztők
- Huth Gergely és Szenvedi Zoltán felelős szerkesztők
- 2016-tól: Huth Gergely

## Hitvallása
A PestiSrácok.hu impresszumában olvasható hitvallás szerint „Magyarországon ma bármit le lehet írni, a sajtó mégsem szabad”, mert „a nyugati világban ismeretlen törvényi szigor, a munkánkat korlátozó 42 jogszabályi rendelkezés és a szerkesztőségekre nehezedő presszió a kollégák többségének elveszi a kedvét a kutakodástól”. Az oknyomozó és tényfeltáró céllal létrehozott portál ezen a szorításon kíván enyhíteni, akár annak az árán is, hogy írásaik olykor „írói néven” kénytelenek megjelenni.

## Szlogenek
A PestiSrácok.hu főoldalán több politikai eredetű, főként a rendszerváltás utáni baloldali pártok vezetőihez kötődő idézet olvasható, mintegy az oldal szlogenjeiként. Ezek közül fő helyen szerepel a „Kell még valamit mondanom, Ildikó?” kérdés, amely az oldal címfejében olvasható, és amely Gyurcsány Ferenc 2006-os őszödi beszédének zárómondata volt.
A „Kedvenceink” rovatban további állandó idézetek olvashatók, melyek közül az első egy rövid magyarázó szöveg a Wikipédia „Pesti srácok” szócikkéből – ez egyfajta magyarázatként is felfogható az oldal névválasztását illetően –, de olvasható ugyanitt Pintér Sándor elhíresült idézete a Dietmar Clodóval kapcsolatban tett tanúvallomásából, egy lehallgatott szöveg Helmeczy László ügyvédtől azzal az esettel kapcsolatban, amikor bizonyos politikai szereplők drogügybe próbálták keverni a Hír TV több munkatársát, valamint Kóka János hírhedtté vált kijelentése egy népszavazási kezdeményezéssel kapcsolatban („Amikor a mocsarakat lecsapolják, nem a békáknak írnak ki népszavazást"). A „Kedvenceink” fejlécű állandó rovatot egy „önidézet” („A végén úgyis nekünk lesz igazunk” – PestiSrácok.hu) zárja.

## Rovatok
A PestiSrácok.hu fő rovatai a főoldal nyitó menüjéből érhetőek el. A „Magyar ugar” rovatba belpolitikai témájú, illetve politikai botrányokhoz kötődő cikkek tartoznak, „Az alvilág titkai” rovat a magyarországi szervezett bűnözés szereplőivel, „A hálózat örök?” című rovat pedig a rendszerváltás előtti titkosszolgálati személyekkel, esetenként azok rendszerváltás utáni életével, szerepével foglalkozik. További rovatok még az „Arcok”, a „Betegségügy” és a „Forró drót”. Ugyancsak a nyitólap felső részéről érhető el az „Előreelítélve.hu” társoldal.

## Kritikák
A magyarországi online sajtópaletta egyes szereplői a megalakulása óta többször bírálták a lapot. A Cink hírblog több cikkében is foglalkozott azzal, hogy a PestiSrácok.hu szerkesztői „a kormány fizetett újságírói”, minisztériumi megbízásokból élnek, vagy hogy a portált „a Fidesz-frakció kifizetéseiből” tartják fent, illetve hogy a lap a Fidesz-frakció online újságja. A 444.hu hasonlóan vélekedve, de némileg óvatosabban fogalmazva a „Fidesz-közeli” jelzőt alkalmazta a lapra, de az Átlátszó.hu blogja is írt arról, hogy „mégis kap pénzt a PestiSrácok a kormánytól, nem is keveset”.
A kormányzat a PestiSrácok.hu oldalt is szerepeltette abban a médiatervében, amelyben a „Magyarország összefog” jelmondatú kampány hirdetéseinek közzétételére felkért médiumokat sorolták fel, illetve a Gerilla PresS Kft. 2013-ban 4,4 millió forintos, 2014-ben pedig 3,8 millió forintos szerződést kötött a parlamenti Fidesz-frakcióval, kommunikációs tanácsadásra, illetve elemzések készítésére.
2015-ben a Magyar Villamos Művek Zrt. (MVM) a lapot kiadó Gerilla PresS Kft.-nél 1,23 millió, 2016-ban az Insider Média Kft.-nél 72 millió forint értékben hirdetett, Hajdú Angélának, az Insider Média Kft. ügyvezetőjének akkori cége, az SA Day Kft. pedig 96,56 millió forintos megrendelést kapott az MVM-től. Az Erzsébet Utalványforgalmazó Zrt. (EUF) 210 millió forintért hirdetett az SA Day Kft.-nél 2016-ig.

## Külső hivatkozások
- PestiSrácok.hu Archiválva 2018. június 13-i dátummal a Wayback Machine-ben